# Mary Lizzie Macomber
Mary Lizzie Macomber (Fall River, 21 de agosto de 1861 – Boston, 4 de febrero de 1916) fue una artista estadounidense que pintó al estilo de la Hermandad Prerrafaelita. 

## Trayectoria
Macomber nació en Massachusetts, hija de Frederick William y Mary White Poor Macomber. Su padre era joyero y su familia era de origen cuáquero y peregrino. De joven, tomó clases de pintura con Robert S. Dunning, un destacado pintor de bodegones. Después de unos tres años con Dunning, comenzó a estudiar en la escuela del Museo de Bellas Artes de Boston. En 1883 tuvo que dejar sus estudios debido a una enfermedad. Después de recuperarse, estudió con Frank Duveneck. 
Alrededor de 1885, Macomber abrió su propio estudio en Boston. Habiéndose iniciado con bodegones, comenzó  a centrarse en obras alegóricas. Su primera pintura exhibida, Ruth, estuvo expuesta en la exposición de la Academia Nacional de Dibujo de Estados Unidos de 1889. En 1893, dos de sus trabajos, Love Awakening Memory y The Annunciation estuvieron exhibidas en el Pabellón de Bellas artes de la Exposición Mundial Colombina. St. Catherine (1897) ganó el premio Dodge en la exposición de la Academia Nacional de Nueva York. Algunas de sus obras más conocidas son: Love's Lament (1893), The Hour Glass (1900), The Lace Jabot (1900), Night and Her Daughter Sleep (1903), and Memory Comforting Sorrow (1905). Macomber también trabajó como poeta y publicó un poemario en 1914.
Gran parte de su trabajo se perdió debido a un incendio en su estudio en 1903. Murió en 1916, a los 54 años, en el Back Bay Hospital de Boston. Sus pinturas están expuestas en el Instituto Smithsoniano y en el Museo de Bellas Artes de Boston.

## Obras seleccionadas

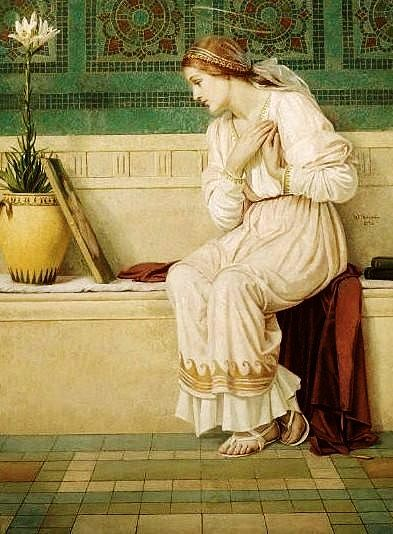
Ste Catherine (1896)
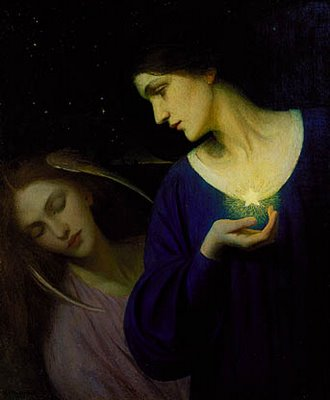
Noche y Sueño (1902)
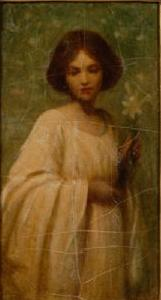
Young Mujer en un Vestido Blanco con un Lirio
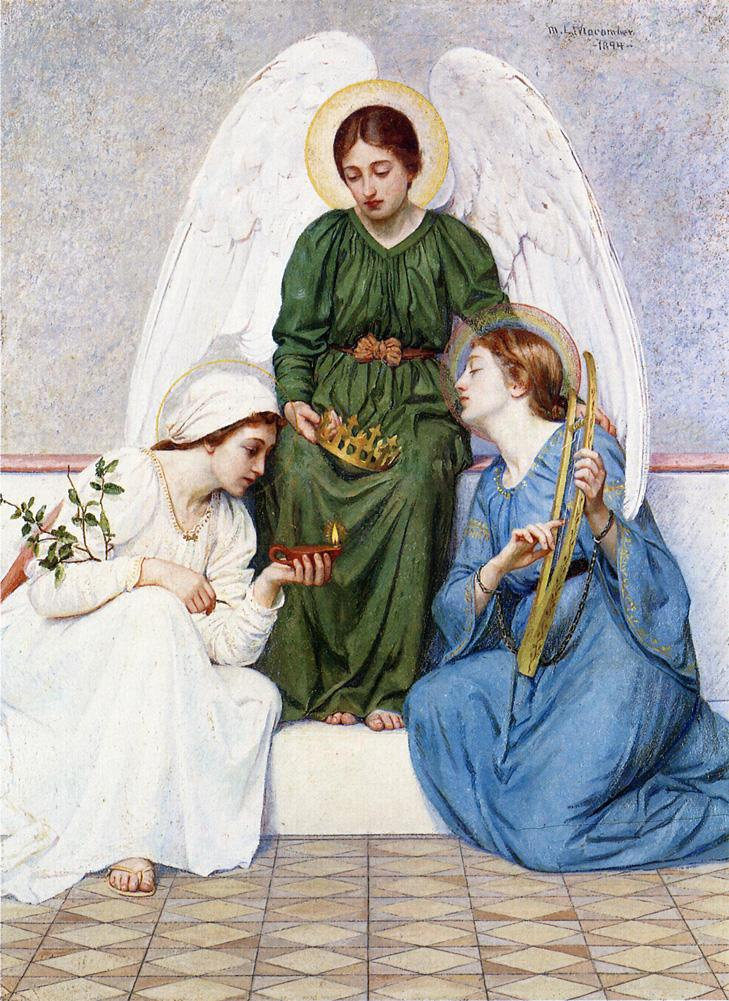
Faith, Hope and Love